# Landschaftsschutzgebiet Nuttlerfeld
Das Landschaftsschutzgebiet Nuttlerfeld ein 25,14 ha großes Landschaftsschutzgebiet (LSG) nördlich von Meerhof im Stadtgebiet von Marsberg. Das Gebiet wurde 2008 mit dem Landschaftsplan Marsberg durch den Kreistag des Hochsauerlandkreises ausgewiesen. Im Norden geht das LSG bis an die Stadt- und Kreisgrenze. Im Süden grenzt das Naturschutzgebiet Siebenbuchen an. Im Norden grenzt es im Kreis Paderborn direkt an das Naturschutzgebiet Marschallshagen und Nonnenholz mit oberen Altenautal. Das LSG gehört zum 2024 ausgewiesenen Vogelschutzgebiet Diemel- und Hoppecketal mit angrenzenden Wäldern.

## Beschreibung
Im Landschaftsschutzgebiet Nuttlerfeld befindet sich nur Grünland mit Hecken und Gebüschbereichen. Das LSG ist von Wald umgeben. Der Landschaftsplan Marsberg führt zum LSG u. a. aus „dessen Entstehung im Zusammenhang mit der benachbarten, wüst gefallenen Siedlung „Nuttler Kirche“ stehen dürfte. Er wurde in neuerer Zeit intensiv durch Rinderbeweidung genutzt; jüngst aber im Rahmen eines größeren Kompensationsflächenkonzeptes durch die Stadt Marsberg extensiviert und mit etlichen Kleinstrukturen angereichert. So ist heute absehbar, dass sich hier ein vielfältiger Lebensraum für Arten der gehölzreichen Feldflur und ein Nahrungsraum z. B. für Brutvögel des Waldes entwickelt, der die Arten- und Biotopschutzbedeutung des umgebenden NSG sinnvoll ergänzt. Gleichzeitig kommt dem Offenland – auch im Zusammenhang mit dem offenen Sohltalsystem des Piepenbaches; s. NSG 2.1.16 – aufgrund seiner Lage zwischen den Attraktionen „Walderlebnis Meerhof“ und „Kloster Dalheim“ eine erhöhte Bedeutung für den Erlebniswert der Landschaft zu.“
2021 führte die Ornithologische Arbeitsgemeinschaft vom Verein für Natur- und Vogelschutz im Hochsauerlandkreis im LSG eine Neuntöter-Kartierung durch. Auf den 25,1 ha wurden 13 Neuntöter-Reviere festgestellt, was einer Reviergröße von 1,9 ha entspricht. Dies entspricht Werten von optimalen Lebensräumen. Die ungewöhnlich große Anzahl von Neuntöter-Revieren wird auf die im Rahmen eines Kompensationsflächenkonzeptes der Stadt Marsberg gepflanzten Gebüschkomplexe zurückgeführt.

## Rechtliche Rahmen
Das Landschaftsschutzgebiet Nuttlerfeld wurde als eines von 30 Landschaftsplangebieten vom Typ C, Wiesentäler und ornithologisch bedeutsames Offenland, ausgewiesen. Im Landschaftsplangebiet Marsberg gibt es auch drei Landschaftsschutzgebiete vom LSG Typ A, Allgemeiner Landschaftsschutz, wo unter anderem das Errichten von Bauten verboten ist. Ferner 17 Landschaftsschutzgebiete vom LSG Typ B, Ortsrandlagen und Landschaftscharakter, wo zusätzlich Erstaufforstungen und auch die Neuanlage von Weihnachtsbaumkulturen, Schmuckreisig- und Baumschulkulturen verboten sind. Wie in den anderen 29 Landschaftsschutzgebieten vom Typ C im Landschaftsplangebiet Marsberg besteht im LSG Landschaftsschutzgebiet Nuttlerfeld zusätzlich ein Umwandlungsverbot von Grünland und Grünlandbrachen in Acker oder andere Nutzungsformen. Eine maximal zweijährige Ackernutzung innerhalb von zwölf Jahren ist erlaubt, falls damit die Erneuerung der Grasnarbe vorbereitet wird. Dies gilt als erweiterter Pflegeumbruch. Beim erweiterten Pflegeumbruch muss ein Mindestabstand von 5 m vom Mittelwasserbett eingehalten werden.

## Schutzzweck
Die Ausweisung erfolgte zur Erhaltung, Ergänzung und Optimierung eines Grünlandbiotop-Verbundsystems in den Talauen und den Magergrünland-Gesellschaften in den Naturschutzgebieten, damit Tiere und Pflanzen Wanderungs- und Ausbreitungsmöglichkeiten behalten, und dem Erhalt der Vorkommen geschützter Vogelarten sowie dem Schutz artenreicher Pflanzengesellschaften.